# New Paltz (hrabstwo Ulster)
New Paltz – wieś w Stanach Zjednoczonych, w stanie Nowy Jork, w hrabstwie Ulster.